# Roterende inlaat

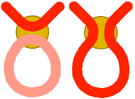
Roterende klep

Een roterende inlaat is een systeem bij tweetaktmotoren waarbij de inlaattiming door een draaiende schijf wordt gestuurd.
Bij traditionele tweetaktmotoren is de timing zuigergestuurd. Een tweetaktmotor heeft doorgaans geen in- en uitlaatkleppen en dat betekent dat de zuiger het inlaatkanaal, de spoelkanalen en het uitlaatkanaal van de cilinder opent en sluit. Door gebruik van roterende inlaten kunnen de prestaties met name bij wegracemotoren sterk verbeterd worden, omdat er tijdens de spoelingsslag veel minder lekverliezen in de inlaat optreden.
Een ander type inlaat in tweetaktmotoren is de reed valve.